# Randfontein
Randfontein ist eine Bergwerksstadt in Südafrika.

## Geografie
Die Stadt liegt am westlichen Witwatersrand, Distrikt West Rand, Provinz Gauteng in Südafrika. Sie ist Verwaltungssitz der 2016 gebildeten Gemeinde Rand West City und liegt rund 45 Kilometer westlich von Johannesburg. 2011 hatte sie 80.492 Einwohner.

## Geschichte
Die neuere Geschichte der Stadt beginnt mit den Goldfunden Ende der 1880er Jahre. Der Bergbaufinanzier Sir Joseph Benjamin Robinson erwarb um 1889 das Gebiet und gründete die Randfontein Estates Gold Mining Company (REGM). In den folgenden 100 Jahren spielte die REGM eine bedeutende Rolle in der Entwicklung der Stadt. Die Mine entwickelte sich zu einer der tiefsten Goldminen der Welt. Sie hatte in Nord-Süd-Richtung eine Länge von 16 Kilometern. In den 1930er Jahren war sie die ertragreichste Goldmine Südafrikas.
Am 29. Juli 1964 entgleiste bei Randfontein ein Personenzug. Mehr als 21 Menschen starben.

## Söhne und Töchter der Stadt
- Dolly Rathebe (1928–2004), Jazz- und Blues-Sängerin und Schauspielerin
- David Goldblatt (1930–2018), Fotograf
- Pieter Mulder (* 1951), Politiker
- Pule Patrick Ntsoelengoe (1956–2006), Fußballspieler und -trainer
- Dwaine Pretorius (* 1989), Cricketspieler